# نمط نشط للحياة

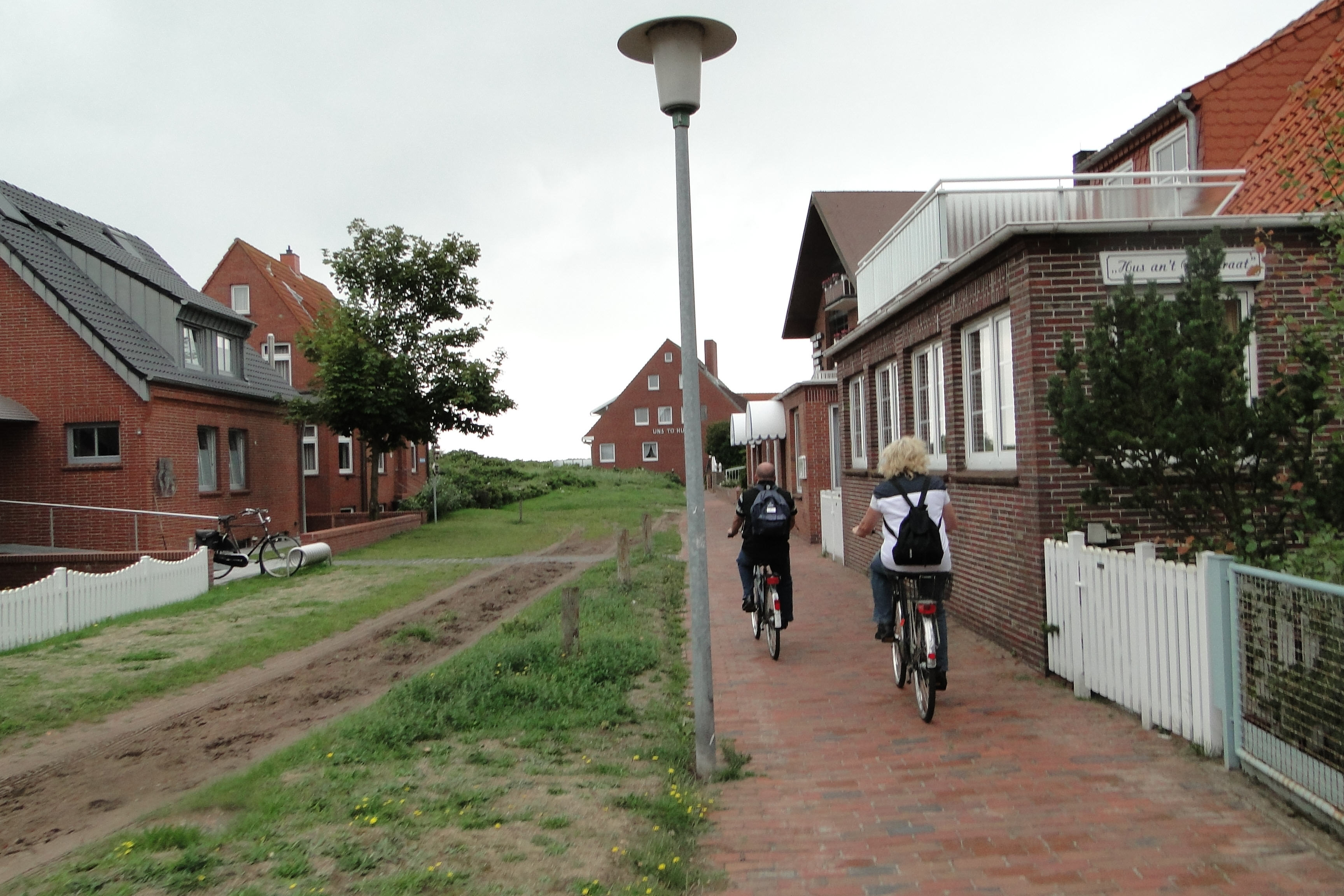

يُطلق تعبير النمط النشط للحياة على أسلوب الحياة الذي يتضمن وجود تمرينات رياضية خلال الروتين اليومي فيه كالمشي إلى المتجر أو قيادة الدراجة نحو العمل.
يجمع النمط النشط للحياة بين مخططي المدن والمهندسين المعماريين والمواصلات واختصاصيي [صحة عمومية] وآخرين في مهمة بناء أماكن تشجّع النشاط الروتيني.مثال على ذلك : جهود بناء الأرصفة، ممرات الأرصفة، والطرق الأخرى الآمنة لمرور الصغار من وإلى المدرسة.
نمو متعدد الإستعمالات متقارب، حيث تتواجد الاحتياجات السكانية بالقرب من المتاجر، أماكن العمل، مجالات الاستجمام (مثل المتنزهات..الخ)وُجدت أيضاً لتشجيع نمط حياة أكثر نشاطاً.

## تاريخياً
يُعد نمط الحياة النشط حقلاً متنامياً ظهر في بداية عمل مراكز إدارة الأمراض والوقاية منها(سي دي سي) بالتزامن مع إصدار تقرير كبير الأطباء حول النشاط الحركي ة الصحة في عام 1996. وفي عام 1997 بدأت سي دي سي بتطوير مبادرة سميّت بـ بيئات مجتمعية نشطة (ACEs)، وتم تنسيقها بواسطة ريتش كيلينجزوورث (المدير التأسيسي لـ تصميم نمط حياة نشط)و توم شميد، عالم صحي كبير. وقد كان الدافع البرنامجي الرئيسي لـ (ACEs) هو ظهور مبادرة تسمى مسارات آمنة للمدرسة والتي تم تحفيزها بواسطة برنامج يدعى «صغار يمشون إلى المدرسة» ومصمم من قبل ريتش كيلينجزوورث وجيسيكا شيسلر في سي دي سي. حيث يولي هذا البرنامج اهتماماً كبيراً للبيئة المبنية والصحة، خصوصاً للسمنة المفرطة والخمول الحركي. وفي عام 2000، قامت مؤسسة روبرت وود جونسون سابقاً بالتأليف بين ثلاثة برامج وطنية هي : تصميم نمط حياة نشط - بحث نمط الحياة النشط - ونشاط من أجل الحياة. وقد كان الهدف الرئيسي لهذه البرامج هو تطوير فهم أفضل حول البيئة المبنية بطريقة رصّ النشاط الحركي وما يمكن فعله لزيادة هذا النشاط.

## وصلات خارجية
- شبكة نمط الحياة النشط
- تصميم نمط حياة نشط
- مركز ألبيرتا لنمط الحياة النشط
- حلول نمط الحياة النشط
- مجلة نمط الحياة النشط
- مصادر نمط الحياة النشط
- دليل مورد المجتمعات الملائم

1. ↑  "The Robert Wood Johnson Foundation". Robert Wood Johnson Foundation. مؤرشف من الأصل في 2018-06-26. اطلع عليه بتاريخ 2012-03-21.
2. 1 2  "Be Active at Work". Account for Health. مؤرشف من الأصل في 2016-08-06. اطلع عليه بتاريخ 2012-03-21.